# Tuttosport
Tuttosport è un quotidiano sportivo italiano, con sede a Torino. Dopo La Gazzetta dello Sport e il Corriere dello Sport, è il terzo dei tre quotidiani sportivi d'Italia a diffusione nazionale per numero di copie vendute.

## Fondazione
È stato fondato il 30 luglio 1945 da Renato Casalbore, giornalista proveniente dalla Gazzetta del Popolo (deceduto nella tragedia di Superga del 1949). Usciva inizialmente con cadenza bisettimanale, trasformata in trisettimanale dal 12 gennaio 1946. L'uscita del mercoledì, caratterizzata dagli articoli in prima pagina e dalle caricature di Carlo Bergoglio, celebre disegnatore proveniente dal Guerin Sportivo, divenne l'edizione di punta del giornale. A fianco della testata, il mercoledì, appariva il logo "Edizione Carlin", pseudonimo di Bergoglio.
Dal 12 marzo 1951 le uscite hanno assunto definitivamente una cadenza quotidiana. La zona geografica di riferimento comprendeva innanzitutto Piemonte e Liguria, poi si estendeva sino alla costa nord-tirrenica.

## Descrizione
La gran parte del quotidiano è dedicata al calcio. Il quotidiano torinese si caratterizza per una preponderanza di temi legati al Centro-Nord e soprattutto alle due maggiori squadre cittadine, la Juventus e il Torino, a cui sono riservate la maggior parte delle pagine. Tratta inoltre anche delle serie minori e degli altri sport, in particolare di pallacanestro, tennis e Formula 1.
La foliazione media è di 28-32 pagine. Oltre alla sede centrale, ha redazioni a Roma, Milano e Genova. Tuttosport ha una distribuzione nazionale, ma la sua diffusione è concentrata in un'area del Paese: il Nord-Ovest e la fascia nord-tirrenica.
Nel 2003 il giornale ha istituito il premio European Golden Boy, destinato a giovani calciatori d'Europa.
Dall'8 giugno 2017 viene stampato in formato tabloid.
Tra gli opinionisti di punta, vi sono Vittorio Feltri (con la sua rubrica del venerdì ‘’I ritratti di Feltri’’), Tony Damascelli, Sandro Sabatini, Matteo Marani e Luca Beatrice.

## Edizioni multimediali
Il 22 settembre 2008 è stato lanciato il nuovo sito web della testata che, tra le altre cose, offre agli utenti registrati, allo stesso prezzo del quotidiano cartaceo, la consultazione dell'edizione del giorno. Dallo stesso mese il quotidiano esce, il lunedì, con l'allegato Tuttocalcio Piemonte, con le cronache e i risultati delle partite del calcio regionale piemontese.

## Assetto proprietario
- Nel marzo 1951 la proprietà del giornale è rilevata da Massimo Piantelli.[4]
- Nel dicembre 1995 il giornale viene acquistato da un gruppo di industriali guidato da Mattia Amato.[4]
- Dal 1998 la famiglia Amodei è proprietaria del quotidiano.[4]

## Direttori
- Renato Casalbore (1945 - 4 maggio 1949)
- Carlo Bergoglio (1949 - agosto 1959)
- Antonio Ghirelli (agosto 1959 - 10 giugno 1960)
- Bruno Roghi (11 giugno 1960 - 1962)
- Ilo Bianchi (1962)
- Giglio Panza (1962 - 31 luglio 1974)
- Gianpaolo Ormezzano (1º agosto 1974 - 7 aprile 1979)[5]
- Giglio Panza (2ª volta), (1979-1982)
- Pier Cesare Baretti (1982 - 31 agosto 1982)
- Piero Dardanello (1º settembre 1982 - 1993)
- Franco Colombo (1993-1996)
- Gianni Minà (1996-1998)
- Xavier Jacobelli (1998 - 7 ottobre 2002)
- Giancarlo Padovan (10 ottobre 2002 - 8 gennaio 2008)
- Paolo De Paola (9 gennaio 2008 - 31 maggio 2012)
- Vittorio Oreggia (1º giugno 2012 - 13 novembre 2015)
- Paolo De Paola (2ª volta), (14 novembre 2015 - 21 aprile 2018)
- Xavier Jacobelli (2ª volta), (22 aprile 2018 - 21 aprile 2022)
- Guido Vaciago (22 aprile 2022 - in carica)

## Riconoscimenti
- Premio USSI per i 75 anni d'attività conferito dall'Unione stampa sportiva italiana[6]

2021